# 鳥山大介
鳥山 大介（とりやま だいすけ、1990年1月10日 - ）は、フリーの日本のピン芸人。東京都出身。立正大学経済学部卒業。2021年5月31日まで吉本興業東京本社（東京吉本）に所属していた。スクールJCA21期生、東京NSC21期生。

## 経歴
大学卒業後、プロダクション人力舎の養成所（スクールJCA）に21期生として入学。スクールJCA在学時、加藤小比呂と「カトリーヌ」を結成（なお、2018年のM-1グランプリには、｢カトリーヌ」として出場）。
スクールJCA卒業後、フリーでの活動を経てNSC東京校に21期生として入学。NSC東京校在学時には、スクールJCA時代に1期先輩だった大村悠貴と「ソガハタ」を結成。
NSC東京校卒業後は、同期のネイチャーバーガー、衝撃デリバリーらとのユニットライブ「1年2組」などで活動していた が、2016年10月24日をもって解散（なお、2020年のM-1グランプリには「ソガハタ」として出場）。
ソガハタ解散後は、主に神保町花月(現：神保町よしもと漫才劇場)での舞台公演やYouTubeでの動画配信などに主軸を置いて活動。2017年12月からは、スクールJCA時代の同期であるトンツカタン森本とともに、YouTubeチャンネル（2019年春まではインスタライブ）｢おこたしゃべり」を開始し、ほぼ毎日1時間のトーク生配信を行っている ほか、2019年頃からは岡田康太とともに「自意識過剰なふたり」を結成し、トークライブや動画配信などを行っている。
2021年5月31日をもって、吉本興業を退所。以降はフリーで活動。
2022年、スクールJCA時代に1期先輩だった吉岡慶とユニット「アメリ」として同年のM-1グランプリに出場した。

## 人物・エピソード
- 極度の人見知りかつ、自意識過剰な性格で知られている[9]。
- 学生時代はバスケットボール部に所属[10]。
- 趣味はドラマ・映画鑑賞（｢男はつらいよ」の大ファン）[11]、ロケ地巡り、YouTubeを見ること[12]。
- ニックネームの「すがこ」は髪型、眼鏡、輪郭が橋田壽賀子に似ていることから[6]。
- 大学受験の際に受けたセンター試験は200満点中34点だった。これは当時通っていた学習塾の最低記録だった。[13]
- 食塩を舐めながら日本酒をたしなむ癖がある。ネイチャーバーガー笹本に誘われて参加した合コンで、ひとりで日本酒を飲み始め、参加した女性陣にも塩を舐めさせたことから、「妖怪塩舐めさせ」というあだ名がつけられた。また、塩を舐めさせたことで合コンが盛り下がり、その後の合コンは出禁となった。[13]
- トンツカタン森本が推薦する鳥山大介の代表作として、2019年2月13日に『おこたしゃべりチャンネル』にてアップロードされた「鳥山手術成功！しかしまさかの変化が…」(インスタライブアーカイブ)という回がある。[14]鳥山が鼻炎の手術を終えた一発目の配信で鼻に詰め物をしていた為、鼻呼吸ができなかったことから笑い方に支障が出てしまい、奇妙な笑い声(通称：アユ笑い)で森本と視聴者を困惑させてしまったという。ちなみにこの配信をするまで手術後に声を出して笑うという機会がなく、森本や視聴者はもちろん、鳥山本人も配信で初めて自身が奇妙な笑い方になっていることを知る。
- 2024年4月29日の『おこたしゃべり#1249』で鳥山自身が意識せずして「たから」と発言したのをトンツカタン森本が聞き逃さず突っ込みをいれたのがきっかけで、宝くじやスクラッチくじを「人生の中で買ったことがない」と言う話となった。「（2024年時点）34年分のくじの運気がたまっているので、宝くじが高額当選する」と言い放っち、森本からLIVE配信の提案があり、『高額当選するので無料（要整理券）で会場とる』ことに。2024年5月3日『おこたしゃべり#1250』では2024年5月17日に西新宿ナルゲキの会場を押さえた旨を配信した。（500円の配信有）。

## 出演

### テレビ
- みんな大好き!トンツカタン森本のブチ切れデトックス（テレ朝チャンネル、2019年12月1日）[15]
- 行くぜ武道館!トンツカタン森本のブチ切れデトックス2（テレ朝チャンネル、2021年2月25日）[16]
- トンツカタン森本のブチ切れデトックス スピンオフ ランジャタイ国崎VS森本一騎打ち（CSテレ朝チャンネル1、2021年10月27日）[17][18]

### ネットラジオ
- 森岡大介（2021年1月1日 - 2023年6月30日、GERA放送局、毎週金曜日20時放送）[19]

### 舞台
- 神保町花月 オレたちのニュース道 （2018年1月12日 - 14日）[20]
- 神保町花月 マジコトノハ （2018年7月26日 - 28日）[20]
- 神保町花月 アマゾン・ファイヴ （2018年10月26日 - 28日）[20]
- 神保町花月 さいごのおうち （2019年7月19日 - 21日）[20]
- 西新宿ナルゲキ　とりやま生配信 FIRST SCRATCH （2024年5月17日）

### その他
- ホリエモンチャンネル（YouTube、2019年07月20日）[21]